# Lundegård (Mors)
 For alternative betydninger, se Lundegård. (Se også artikler, som begynder med Lundegård)
Lundegård på Mors med sognene Vester- og Øster Assels Sogn var i 1500-tallet et kongeligt len. Lundegård blev 1651 solgt til Albert Baltzer Behrens (KB 04.01.1651). Birket omtales ikke før det 26. november 1687 sammenlægges med Morsø Nørre Herred og Morsø Sønder Herred." 